# Igor Prahić
Igor Prahić (Varaždin, 15 aprile 1987) è un calciatore croato, difensore del Budućnost Vidovec.

## Carriera

### Club
Ha giocato nella massima serie dei campionati croato, rumeno ed iraniano.

### Nazionale
Ha rappresentato le nazionali giovanili croate.